# 芳仪
芳仪是中國後宮嬪御等級之一，見於中國唐朝。
唐玄宗开元年间所置内官六仪之一，为皇帝之妾，一人，正二品，员额六人。与淑仪、德仪、贤仪、顺仪、婉仪掌教九御四德，率其属以赞后礼。辽朝也设芳仪位号，辽圣宗朝有丽仪、淑仪、昭仪、顺仪、芳仪、和仪六种。辽圣宗女儿耶律兴哥的生母即艾芳儀。辽圣宗另有李芳儀，《契丹国志》称辽道宗皇后萧观音入宫为芳仪。